# Pygocentrus
Pygocentrus è un genere di un pesci d'acqua dolce appartenente alla famiglia Characidae, sottofamiglia Serrasalminae.

## Distribuzione e habitat
I pesci del genere Pygocentrus sono diffusi in Sudamerica, nei bacini del Rio delle Amazzoni, dei fiumi Paraguay e Rio Paraná, Orinoco ed Essequibo.

## Descrizione
Presentano un corpo massiccio e carnoso, con muso schiacciato e prognatismo mandibolare. Visti lateralmente hanno profilo ovaloide. Le mascelle sono provviste di forti denti triangolari. Le pinne sono ampie e carnose.
La livrea è tendenzialmente simile per tutte le specie, con fondo grigio-verde, iridescenze metalliche lungo i fianchi; gola e ventre sono rosso vivo. Le pinne sono grigie con chiazze nere, tranne le pettorali e le pinne ventrali, che sono rosse. A volte la pinna anale è orlata di rosso.

Le dimensioni variano dai 28 ai 50 cm, secondo la specie.

## Comportamento
I giovani vivono in gruppo e, contrariamente agli altri piranha, continuano a farlo anche gli adulti. All'inizio della maturità sessuale avvengono numerosi combattimenti tra gli individui, che stabiliscono le gerarchie per l'età adulta. Non è raro osservare infatti combattimenti, che spesso portano al ferimento, anche grave, di uno dei due contendenti. Se stressati possono anche praticare il cannibalismo.

## Riproduzione
Durante il corteggiamento i due riproduttori perdono la tipica colorazione assumendo un'insolita livrea nera. La femmina sembra essere più tozza.
La riproduzione avviene nella stagione invernale, tra novembre e aprile. Le uova, grandi e adesive, vengono incollate ad una radice sommersa e sono sorvegliate da entrambi i genitori fino alla schiusa, 9-10 giorni dopo.
Sembra che il successo riproduttivo sia in relazione all'inondazione delle praterie e delle foreste dell'anno precedente, ma occorrono ulteriori studi per meglio comprendere il meccanismo.

## Alimentazione

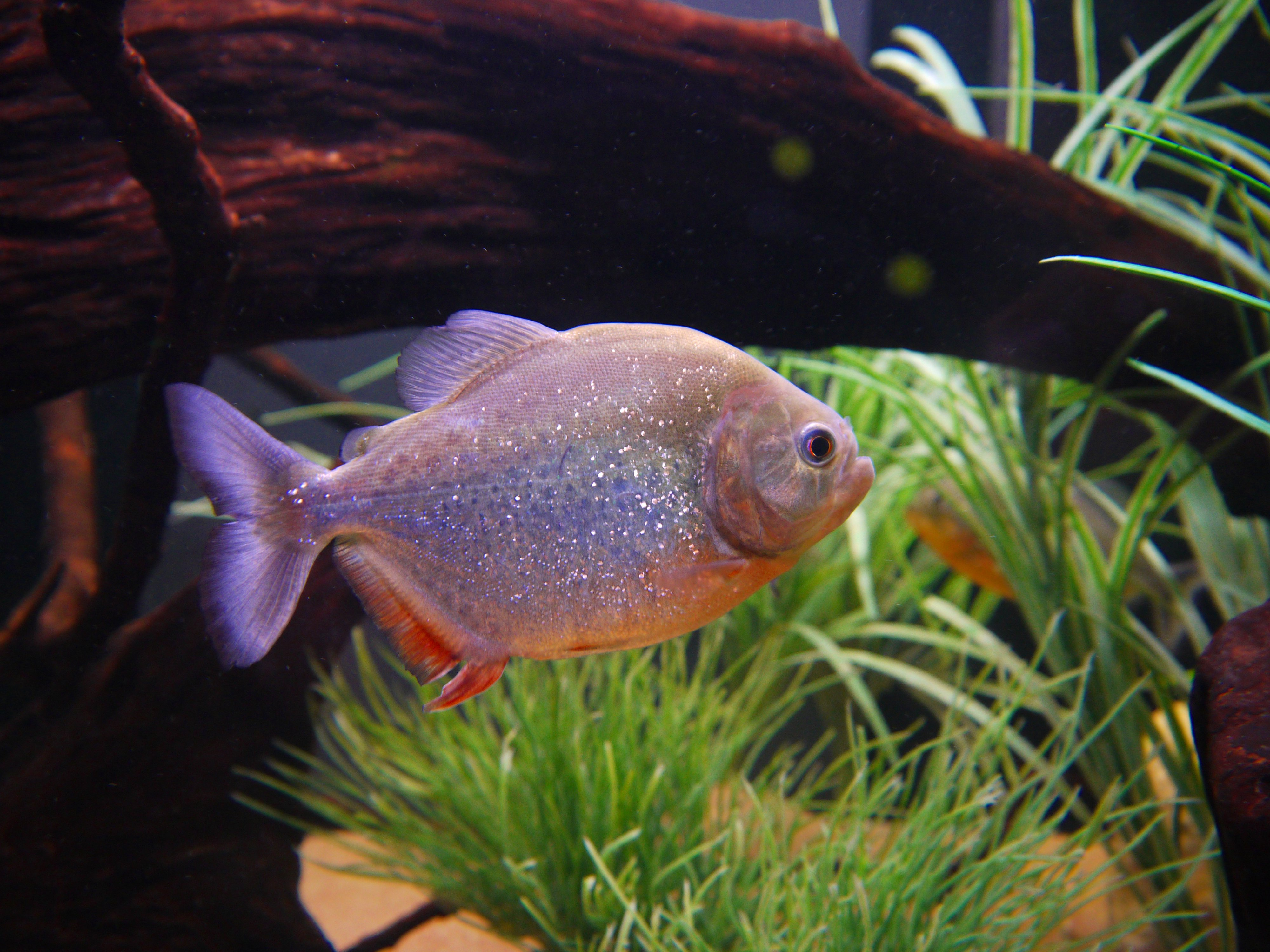
Un giovane adulto di Pygocentrus nattereri

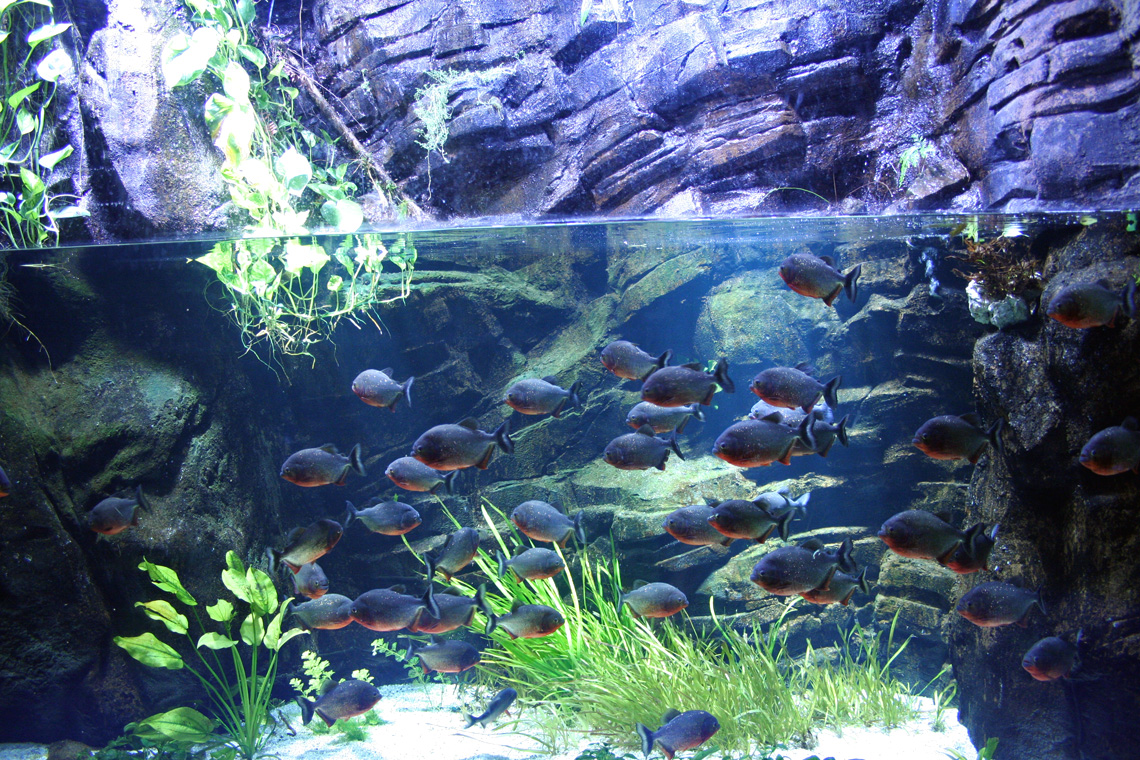
Un banco di Pygocentrus nattereri nell'acquario di Guadalupa

Voraci predatori, i Pygocentrus hanno dieta carnivora, anche se qualche volta non disdegnano un apporto di materiale vegetale. Predano insetti, vermi, crostacei, pesci, mammiferi e uccelli (acquatici e non). Gli esemplari più giovani sono attivi durante il giorno, mentre gli adulti prediligono l'alba e il tramonto, fino a sera.
I denti, estremamente robusti, sono sostituiti uno ad uno in modo continuo, permettendo all'animale di alimentarsi sempre.

Cacciano in branchi, anche piuttosto numerosi, utilizzando una tecnica denominata fullblown: una volta scelta la preda, l'intero branco la circonda, sferrando robusti morsi che indeboliscono e fanno annegare la preda (se non è un pesce) mentre viene divorata.
Le leggende parlano di uomini o bovini spolpati vivi, ma è piuttosto raro che possano avvenire tali incidenti: tuttavia i branchi di piranha sono molto pericolosi per gli animali di grossa taglia se avvicinati durante la stagione secca, quando più gruppi si riuniscono per evitare di rimanere nelle secche.

## Acquariofilia
Tra le Serrasalminae sono annoverati tra i più pericolosi. Pygocentrus nattereri è molto conosciuto tra gli acquariofili e non: è diffuso negli acquari privati quanto negli acquari pubblici.

## Interazioni con l'uomo
Le popolazioni locali e quelle indigene pescano i pesci del genere Pygocentrus a scopo alimentare: le loro carni sono magre. Molto più diffusa è la pesca per l'acquariofilia. Queste specie possono causare gravi traumi se maneggiati con imperizia.

## Specie
- Pygocentrus cariba
- Pygocentrus nattereri
- Pygocentrus palometa
- Pygocentrus piraya